# Orthogonia serella
Orthogonia serella är en fjärilsart som beskrevs av Embrik Strand 1921. Orthogonia serella ingår i släktet Orthogonia och familjen nattflyn. Inga underarter finns listade i Catalogue of Life.